# 陸前高田インターチェンジ
陸前高田インターチェンジ（りくぜんたかたインターチェンジ）は、岩手県陸前高田市にある三陸沿岸道路のインターチェンジである。

## 歴史
- 2014年（平成26年）3月23日 : 陸前高田IC - 通岡IC間開通に伴い供用開始[1]。
- 2018年（平成30年）7月28日 : 陸前高田長部IC - 陸前高田IC間開通[2]。

## 道路

### 本線
- E45 三陸沿岸道路（高田道路・31番）

### 接続する道路
- 国道340号（国道343号重複）

## 料金所
- 無料区間のためなし。

## 周辺
- 陸前高田市消防本部 陸前高田市消防署
- 奇跡の一本松
- 陸前高田市立気仙中学校旧校舎（震災遺構）
- JR東日本大船渡線BRT栃ヶ沢公園駅

## 隣
E45 三陸沿岸道路
(30) 陸前高田長部IC - (31) 陸前高田IC - (32) 通岡IC - (33) 大船渡碁石海岸IC
- 通岡ICは釜石方面のみ出入口のハーフICなので、当ICとの往来はできない。